# Akitu
Akitu is de benaming voor het Assyrisch Nieuwjaarsfeest dat regeneratie van de natuur en vruchtbaarheid van het land en de mensen moest brengen.
Het feest werd al gevierd in het oude Sumerië van het 3e millennium v.Chr. De naam is afgeleid van een Sumerisch woord dat 'festival van het binnenhalen van het graan' betekent. 
Akitu is vooral bekend in zijn Babylonische variant, waarin de goden Marduk en Nabu centraal stonden. Gedurende enkele dagen in de maand Nisanu (ruwweg maart/april) had de bevolking vakantie en kwamen de beelden van de goden naar Babylon om met de oppergod Marduk te vergaderen. De koning bood namens de bevolking zijn excuus aan voor eventueel gemaakte fouten. Het hoogtepunt van het feest was het moment waarop Marduk zijn beleidsvoornemens voor het nieuwe jaar bekendmaakte, en met de andere god(sbeeld)en een boottochtje maakte over de Eufraat.

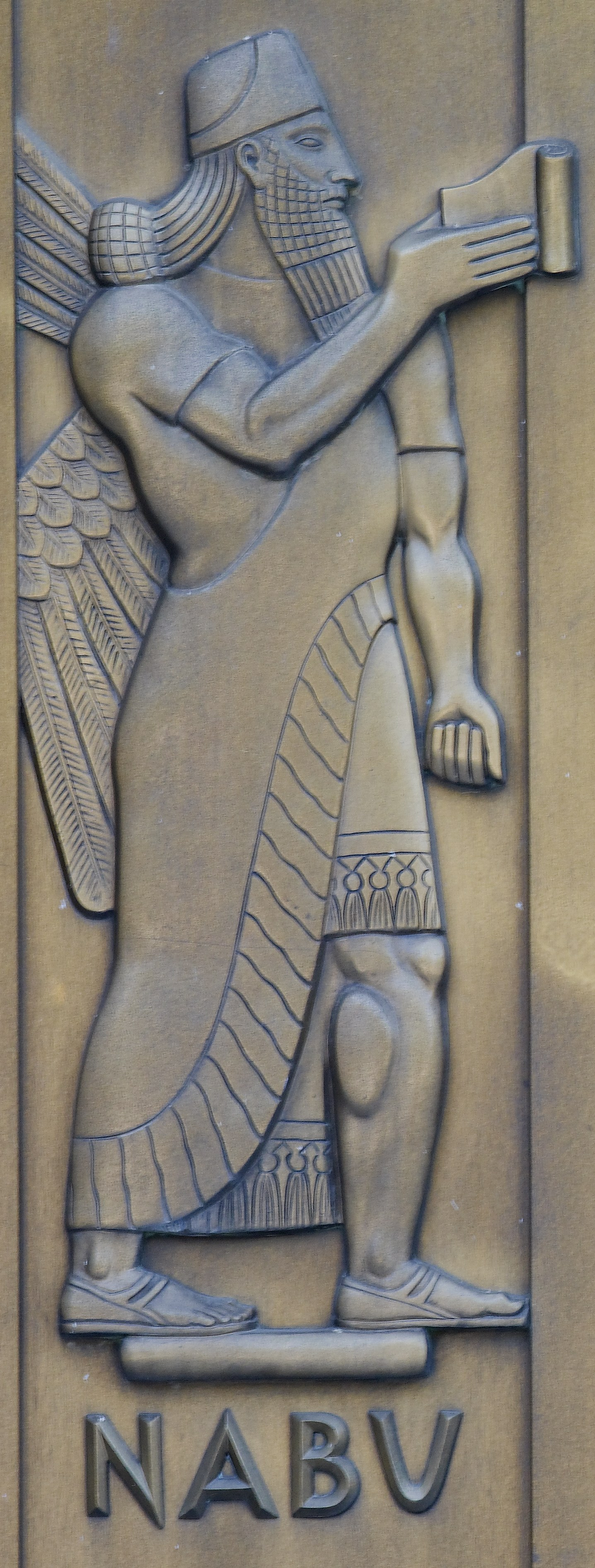
de god Nabu

Bij dat feest bepalen de goden het lot van de twaalf maanden en wordt de aarde geregenereerd door a-ki-til, de kracht die de wereld doet herleven, dankzij het ritueel. Dit ritueel duurde 12 dagen, waarin de koning na boetedoening en het publiekelijk beschimpt worden op zekere dag in processie naar boven trekt om in de kleine tempel bovenaan de ziggurat de sacrale communio te realiseren samen met de priesteres die de godin op aarde vertegenwoordigt. Anders dan onze gemeenzame opvatting is de tempel niet alleen een heiligdom voor de cultus, maar ook het symbool voor de hele stad met haar eigen schutsgodin. Het hele gebouw symboliseert de band tussen hemel en aarde. In de praktijk was het evenzeer het centrum van de religieuze cultus als dat van de administratieve en economische leefwereld.
Toen Babylon zijn functie als culturele hoofdstad van de oude wereld was verloren, vierde men nog altijd Akitu in andere steden, zoals in het Syrische Emesa (waar de zonnegod centraal stond). De Romeinse keizer Heliogabalus (218-222), afkomstig uit Emesa, vierde het feest minstens eenmaal in Rome.

## Moderne tijd
De moderne viering van Akitu begon in de jaren 1960, tijdens de Assyrische intellectuele renaissance. Vanwege politieke onderdrukking vonden de vieringen echter grotendeels in besloten kring plaats tot in de jaren 1990. Tegenwoordig wordt het feest afwisselend aangeduid als Akitu of Assyrisch nieuwjaar, en in tegenstelling tot het historische ritueel wordt het nu slechts één dag gevierd, namelijk op 1 april.